# Tři Dvory

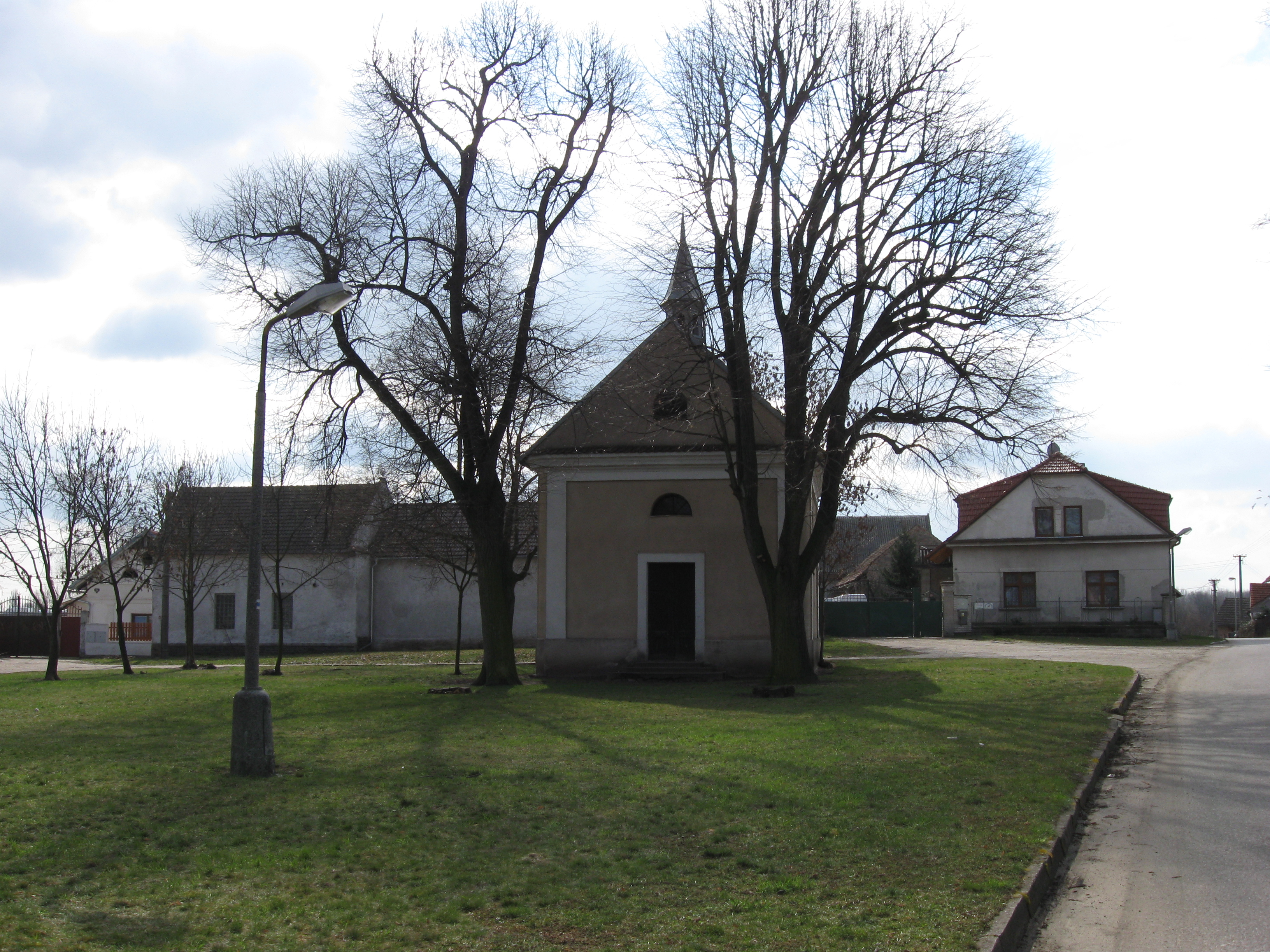
Kapelle Mariä Himmelfahrt

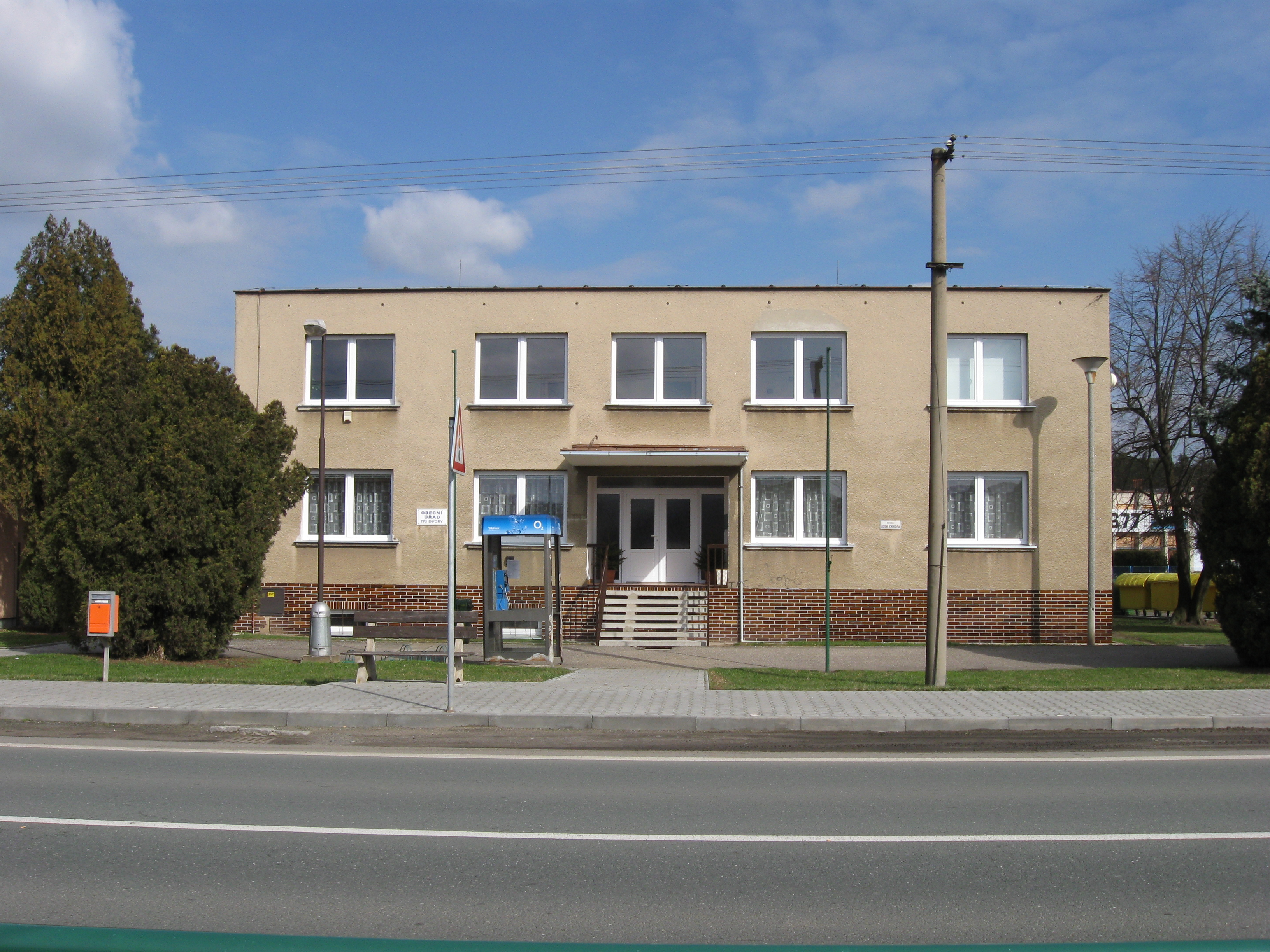
Gemeindeamt

Tři Dvory (deutsch Dreihöfen) ist eine Gemeinde in Tschechien. Sie liegt vier Kilometer östlich des Stadtzentrums von Kolín und gehört zum Okres Kolín.

## Geographie
Tři Dvory befindet sich rechtsseitig der Elbe in der Středolabské tabule (Tafelland an der mittleren Elbe). Durch das Dorf führt die Staatsstraße II/322 zwischen Kolín und Týnec nad Labem. Nordöstlich erhebt sich der Konárovický vrch (246 m n.m.), im Nordwesten der Na Vinici (248 m n.m.).
Nachbarorte sind Ovčáry, Výrovka, Nadávka und Včelín im Norden, Konárovice im Nordosten, Labuť und Veletov im Osten, Na Souškách, V Souškách, Bašta, Starý Kolín und Mladý Hlízov im Südosten, Hlízov, Kaňk, Libenice, Čertovka, Dolany und Šťáralka im Süden, Polepy und Kutnohorské Předměstí  im Südwesten, Kolín und Zálabí im Westen sowie Brankovice, Hradišťko I, Sendražice und Františkov im Nordwesten.

## Geschichte
Über die Entstehung des Dorfes gibt es verschiedene Legenden. Zum einen soll Tři Dvory im 10. Jahrhundert von den Slavnikiden gegründet worden sein, zum anderen am Übergang vom 13. zum 14. Jahrhundert durch das Zisterzienserklosters Sedletz. Tři Dvory wird als Stammsitz der Zemanen Srník von Třídvor angesehen, die im 14. Jahrhundert die Güter Hranice und Polepy besaßen.
Die erste urkundliche Erwähnung von Tři Dvory erfolgte im Jahre 1387, als Petr von Smířenice und Hamon von Kunčice das Dorf an die Königsstadt Nový Kolín verkauften. Das westlich gelegene Dorf Chrášťany erlosch zu Beginn der Hussitenkriege. Um 1495 gehörte ein Hof dem Václav Pelíšek von Jilmanice auf Svojšice. Wegen der Beteiligung der Stadt am Ständeaufstand gegen die Habsburger konfiszierte König Ferdinand I. 1547 deren Güter und überschrieb sie der Böhmischen Kammer. Im Jahre 1555 kaufte die Stadt das Dorf zurück. Nach der Schlacht am Weißen Berg verlor die Stadt Nový Kolín 1622 das Dorf erneut, neuer Besitzer wurde Jan Václav Gryzlov von Gryzlov. Ab 1628 gehörte Tři Dvory wieder zu Nový Kolín. 1690 brannte das gesamte Dorf nieder; im Zuge der Untersuchungen stellte sich heraus, dass das Feuer vom Kolíner Leinwanddrucker Martin Švejda als von den Franzosen gedungener Brandstifter gelegt worden war. Beim Wiederaufbau wurde Tři Dvory näher an die Elbe verlegt.
Im Jahre 1843 bestand das im Kauřimer Kreis gelegene Dorf Dreihöfen bzw. Tři Dwory aus 56 Häusern, in denen 374 Personen, darunter drei protestantische und eine jüdische Familie lebten. Gepfarrt war das Dorf zur Dechanteikirche St. Bartholomäus in Nový Kolín. Bis zur Mitte des 19. Jahrhunderts blieb Dreihöfen der Stadt Nový Kolín untertänig.
Nach der Aufhebung der Patrimonialherrschaften bildete Třidvory ab 1849 eine Gemeinde im Gerichtsbezirk Kolin. Třidvory war zu dieser Zeit noch rein landwirtschaftlich geprägt. Ab 1868 gehörte das Dorf zum Bezirk Kolin. 1869 hatte Třidvory 444 Einwohner und bestand aus 67 Häusern. Mit dem industriellen Aufschwung von Kolín verdienten sich immer mehr Bewohner ihren Lebensunterhalt durch Lohnarbeit in der Stadt. Seit dem Ende des 19. Jahrhunderts wird Tři Dvory als amtlicher Gemeindename verwendet. Im Jahre 1900 lebten in Tři Dvory 597 Menschen, 1910 waren es 593. 1930 hatte Tři Dvory 769 Einwohner und bestand aus 167 Häusern. Beim Zensus von 2001 lebten in den 303 Häusern von Tři Dvory 857 Personen. Seit 2009 führt die Gemeinde ein Wappen und Banner.

## Sehenswürdigkeiten
- Kapelle Mariä Himmelfahrt auf dem Dorfplatz, erbaut 1891
- Burgstall Hánín, westlich des Dorfes an der Elbe, der Überlieferung nach soll die Burg einem Rohan gehört haben. Bei Niedrigwasser sind in der Elbe Steinstufen sichtbar, die zur Burg führten.
- Gusseisernes Kreuz vor dem Friedhof, geschaffen im 19. Jahrhundert
- Gusseisernes Kreuz auf dem Dorfplatz, errichtet 1885
- Gedenkstein für die Gefallenen des Ersten Weltkrieges, enthüllt 1921